# آنتونی لمکه
آنتونی لمکه (انگلیسی: Anthony Lemke؛ ) بازیگر اهل کانادا است. وی از سال ۱۹۹۷ میلادی تاکنون مشغول فعالیت بوده‌است.
از فیلم‌ها یا برنامه‌های تلویزیونی که وی در آن نقش داشته است می‌توان به شهبانوی شمشیرها، سقوط کاخ سفید و جادوگر خوب اشاره کرد.